# Správní obvod obce s rozšířenou působností Semily
Správní obvod obce s rozšířenou působností Semily je od 1. ledna 2003 jedním ze tří správních obvodů rozšířené působnosti obcí v okrese Semily v Libereckém kraji. Čítá 22 obcí.
Města Semily a Lomnice nad Popelkou jsou obcemi s pověřeným obecním úřadem.

## Seznam obcí
Poznámka: Města jsou vyznačena tučně, městyse kurzívou.
- Bělá
- Benešov u Semil
- Bozkov
- Bradlecká Lhota
- Bystrá nad Jizerou
- Háje nad Jizerou
- Chuchelna
- Jesenný
- Košťálov
- Libštát
- Lomnice nad Popelkou
- Nová Ves nad Popelkou
- Příkrý
- Roprachtice
- Roztoky u Semil
- Semily
- Slaná
- Stružinec
- Syřenov
- Veselá
- Vysoké nad Jizerou
- Záhoří

## Obyvatelstvo
| Rok  | Obyv.  | ± %    |
| ---- | ------ | ------ |
| 1869 | 35 587 | —      |
| 1880 | 36 884 | +3,6 % |
| 1890 | 38 347 | +4 %   |
| 1900 | 37 764 | −1,5 % |
| 1910 | 40 698 | +7,8 % |

| Rok  | Obyv.  | ± %     |
| ---- | ------ | ------- |
| 1921 | 36 575 | −10,1 % |
| 1930 | 37 829 | +3,4 %  |
| 1950 | 29 680 | −21,5 % |
| 1961 | 28 709 | −3,3 %  |
| 1970 | 28 241 | −1,6 %  |

| Rok  | Obyv.  | ± %    |
| ---- | ------ | ------ |
| 1980 | 27 606 | −2,2 % |
| 1991 | 27 403 | −0,7 % |
| 2001 | 26 961 | −1,6 % |
| 2011 | 25 562 | −5,2 % |
| 2021 | 24 736 | −3,2 % |